# Eadburh de Mercie
Pour les articles homonymes, voir Eadburh.
Eadburh est une princesse anglo-saxonne du VIIIe siècle. Elle est surtout connue grâce au moine Asser, qui la dépeint comme une reine tyrannique dans son Histoire du roi Alfred, rédigée un siècle plus tard.

## Biographie
Eadburh est l'une des quatre filles du puissant roi Offa de Mercie et de son épouse Cynethryth. Elle épouse en 789 le roi Beorhtric de Wessex. Le couple ne semble pas avoir eu d'enfants. À en juger par le titre de « regina » qui lui est attribué sur deux chartes de 801, elle joue un rôle politique non négligeable aux côtés de son mari.
D'après Asser, elle se comporte de manière tyrannique à la cour de son mari, notamment en portant de fausses accusations contre des innocents. Il affirme même qu'elle aurait accidentellement tué son mari en 802 en voulant empoisonner quelqu'un d'autre. Elle se serait alors enfuie à la cour de Charlemagne, qui l'aurait placée à la tête d'un couvent de son empire. Coupable d'avoir eu des relations sexuelles avec un homme, elle en aurait été chassée sur l'ordre de l'empereur et aurait fini ses jours comme mendiante dans les rues de Pavie,.
Le récit d'Asser montre clairement qu'Eadburh souffre d'une très mauvaise réputation à l'époque d'Alfred le Grand, peut-être parce qu'elle symbolise la domination d'Offa sur Beorhtric. Son histoire pourrait tout aussi bien être la cause qu'une explication a posteriori du statut réduit des reines du Wessex dans la première moitié du IXe siècle. Néanmoins, l'historicité du récit d'Asser est peut-être confirmée par la mention d'une certaine « Eadburg », abbesse d'un monastère en Lombardie, dans le liber vitæ de l'abbaye de Reichenau.